# 玛丽亚兰科维茨
玛丽亚兰科维茨是奥地利施蒂利亚州沃茨伯格县的一个市镇。总面积23.92平方公里，总人口2297人，人口密度96.0人/平方公里（2005年）。